# Последният влак от Гън Хил
„Последният влак от Гън Хил“ (на английски: Last Train from Gun Hill) е американски пълнометражен игрален филм уестърн от 1959 година, режисиран от Джон Стърджис. В лентата участват актьорите Кърк Дъглас и Антъни Куин.

## Сюжет
Щатският шериф Дан (Кърк Дъглас) се заклева да изправи пред съда младия убиец на жена му. Но младият убиец се оказва син на стар негов приятел и местен владелец Крейг Белдън (Антъни Куин)...

## В ролите
| Изпълнител       | Роля          |
| ---------------- | ------------- |
| Кърк Дъглас      | Мат Морган    |
| Антъни Куин      | Крейг Белдън  |
| Каролин Джонс    | Линда         |
| Ърл Холиман      | Рик Белдън    |
| Брайън Дж. Хътън | Ли Смитърс    |
| Брад Декстър     | Бииро         |
| Зива Родан       | Катрин Морган |
| Вал Ейвъри       | Стив          |
| Бинг Ръсел       | Скаг          |
| Уолтър Санде     | шериф Бартлет |